# Révolution rwandaise
La révolution rwandaise, aussi connue sous le nom de révolution hutu, révolution sociale ou vent de destruction (kinyarwanda : Muyaga), a été une période de violence au Rwanda de 1959 à 1961 entre les hutus et les tutsis, les deux plus importants des trois groupes « ethniques » au Rwanda. La révolution a vu le pays passer d'une colonie belge avec une monarchie tutsie à une république indépendante dominée par les hutus.
Le Rwanda était gouverné par une monarchie tutsie depuis au moins le XIIIe siècle, avec des politiques pro-tutsi et anti-hutu enracinées, bien que les historiens considèrent aujourd'hui ces ethnonymes comme issus d'une anthropologie européenne pseudo-scientifique, ayant pu avoir alimenté des imaginaires sociaux et induit des représentations sociales tant dans l'administration coloniale que dans la population.
L'Allemagne et la Belgique ont successivement contrôlé le Rwanda au début du XXe siècle, les deux nations européennes gouvernant par l'intermédiaire des rois et perpétuant une politique pro-tutsi. Après 1945, une contre-élite hutu se développa, conduisant à la détérioration des relations entre les groupes. Les dirigeants tutsis ont fait campagne pour une indépendance rapide afin de consolider leur pouvoir, et l'élite hutue a appelé au transfert du pouvoir des tutsis aux hutus (une position de plus en plus soutenue par l'Église catholique romaine et le gouvernement colonial).
La révolution a commencé en novembre 1959, avec une série d'émeutes et d'incendies criminels contre des maisons tutsis à la suite de l'attaque de l'un des rares sous-chefs hutus, Dominique Mbonyumutwa, par des extrémistes tutsis. La violence s'est rapidement répandue dans tout le pays. Le roi et les politiciens tutsis ont tenté une contre-attaque pour prendre le pouvoir et ostraciser les hutus et les Belges. Cependant, ils ont été contrecarrés par le colonel Guy Logiest, nommé par le gouvernement belge pour rétablir la loi et l'ordre, en lançant un programme de promotion et de protection de l'élite hutu. Les belges ont ensuite remplacé de nombreux chefs et sous-chefs tutsis par des hutus, en ne laissant au roi tutsi  Kigeli V qu'un statut symbolique ; Kigeli a ensuite fui le pays. Malgré la poursuite des violences anti-Tutsi, la Belgique a organisé des élections en juin 1960. Les partis hutus ont pris le contrôle de presque toutes les communes, mettant ainsi fin à la révolution. Le colonel Logiest et le chef hutu Grégoire Kayibanda ont déclaré le Rwanda république autonome en 1961 et le pays est devenu indépendant en 1962.
La révolution a poussé au moins 336 000 tutsis à fuir en exil dans les pays voisins, où ils vécurent en tant que réfugiés. Bien que les exilés fassent l'agitation pour un retour immédiat au Rwanda, ils sont partagés entre ceux qui cherchent à négocier et ceux qui souhaitent renverser le nouveau régime. Certains exilés ont formé des groupes armés (appelés inyenzi, ou « cafards », par le gouvernement hutu) qui ont lancé des attaques contre le Rwanda. La plus importante a eu lieu à la fin de l'année 1963, lorsqu'une attaque surprise s'est approchée[style à revoir] de Kigali. Le gouvernement a riposté, battant les rebelles et tuant des milliers de tutsis restants au Rwanda. Aucune autre menace n'a été posée par les réfugiés jusque dans les années 1990, lorsqu'une guerre civile a été déclenchée par le Front patriotique rwandais (FPR) des réfugiés tutsis, ce qui a forcé le gouvernement hutu à entamer des négociations. Cela a conduit à une montée de l'extrémisme hutu et au génocide de 1994, au cours duquel entre 800 000 et 1 million de personnes, quasiment toutes Tutsies, ont été tuées avant que le FPR ne prenne le contrôle du pays.

## Contexte

### Rwanda précolonial

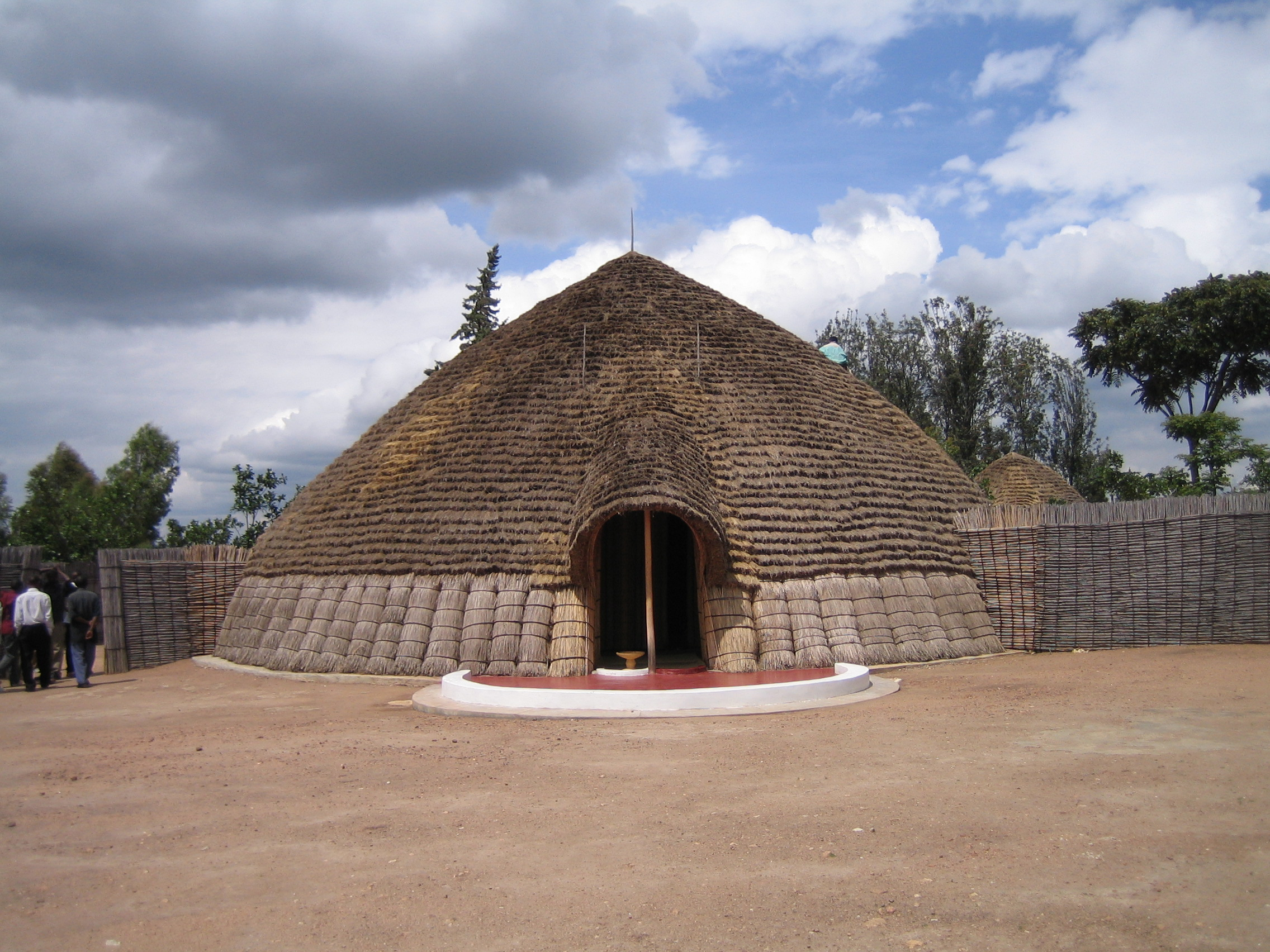
Reconstruction du palais du roi du Rwanda à Nyanza.

Les premiers habitants de ce qui est aujourd'hui le Rwanda étaient les twas, un groupe de chasseurs-cueilleurs pygmées autochtones qui ont colonisé la région entre 8000 et 3000 avant J.-C.,. Ils sont restés en partie présents dans le pays. Entre 700 avant J.-C. et 1500, un certain nombre de groupes bantous ont migré au Rwanda et ont commencé à défricher des forêts pour l'agriculture. Après avoir perdu une grande partie de leur habitat, les twas forestiers se sont déplacés vers les montagnes. Les historiens ont plusieurs théories sur les migrations bantoues. Selon l'un d'eux, les premiers colons étaient des hutus; les tutsis ont émigré plus tard et ont formé un groupe racial distinct, peut-être d'origine couchitique. Une théorie alternative est que la migration était lente et régulière, avec des groupes entrants s'intégrant (plutôt que conquérant) dans la société existante. Dans cette théorie, la distinction hutu-tutsi est apparue plus tard comme une distinction de classe, plutôt que raciale.
La population a fusionné, d'abord en clans (en) (ubwoko) et en environ huit royaumes en 1700. Le pays était fertile et densément peuplé, avec ses royaumes strictement contrôlés socialement. Le Royaume du Rwanda, gouverné par le clan tutsi Nyiginya, est devenu de plus en plus dominant à partir du milieu du XVIIIe siècle. De ses origines en tant que petit toparque près du lac Muhazi, le royaume s'est développé par la conquête et l'assimilation, atteignant son zénith sous le roi (Mwami) Kigeri IV Rwabugiri entre 1853 et 1895. Rwabugiri a étendu le royaume à l'ouest et au nord,, mettant en œuvre des réformes administratives qui comprenaient l'ubuhake (en) (où les possédants tutsis cédaient du bétail (et un statut privilégié) à des clients hutus ou tutsis en échange d'un service économique et personnel) et l'uburetwa (un système de corvée dans lequel les hutus étaient contraints de travailler pour des chefs tutsis). Les réformes de Rwabugiri ont développé un fossé entre les populations hutu et tutsi.

### Colonisation
La conférence de Berlin de 1884 attribua le territoire à l'Allemagne, avec des limites imprécises. Lorsque Gustav Adolf von Götzen a exploré le pays dix ans plus tard, il a découvert que le royaume du Rwanda comprenait une région fertile à l'est du lac Kivu. L'Allemagne voulait cette région, qui a également été revendiquée par Léopold II comme faisant partie de son propre État indépendant du Congo (annexé par la Belgique pour former le Congo belge en 1908). Pour justifier sa demande, l'Allemagne a entamé une politique de gouvernement par le biais de la monarchie rwandaise et de soutien aux chefs tutsis; ce système a permis la colonisation avec peu de troupes européennes. Yuhi V Musinga, qui a émergé comme roi après une crise de succession à la suite de la mort de son père Rwabugiri et une lutte avec les troupes belges, a accueilli les allemands et les a utilisés pour consolider son pouvoir. Le territoire est devenu la frontière occidentale de l'Afrique orientale allemande. La domination allemande a permis à la politique de centralisation de Rwabugiri de se poursuivre, et le fossé entre les tutsi et les hutus s'est approfondi.

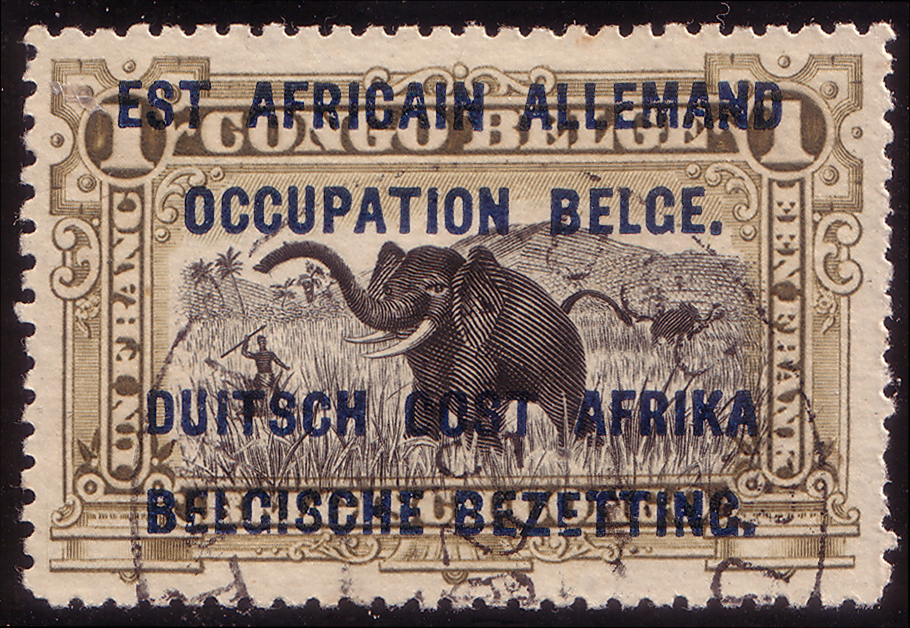
Un timbre-poste de 1916 des territoires occupés belges d'Afrique orientale, capturés au cours de la campagne d'Afrique lors de la Première Guerre mondiale.

Les forces belges ont pris le contrôle du Rwanda et du Burundi pendant la Première Guerre mondiale, et le pays est passé sous contrôle belge dans un mandat de la Société des Nations de 1919, et nommé Ruanda-Urundi. Bien que la Belgique ait initialement continué la méthode allemande de gouvernement à travers la monarchie, en 1926, elle a commencé une politique de domination coloniale directe conforme à la norme au Congo,. Les réformes ont inclus la simplification du système complexe de trois chefs, ainsi un chef (habituellement tutsi) au lieu de trois (typiquement divisé entre tutsi et hutu) a gouverné une région locale. Les réformes belges ont également étendu l'uburetwa (travail forcé par les hutus pour les chefs tutsis) à des individus, pas seulement à des communautés, et à des régions non couvertes auparavant par le système. Les chefs tutsis ont entamé un processus de réforme agraire avec le soutien belge; les pâturages traditionnellement contrôlés par les collectifs hutus ont été saisis par les tutsis et privatisés avec une compensation minimale.
À partir de la fin des années 1920, le rôle de l'Église catholique s'est développé. Cela a été encouragé par le gouvernement belge, car les prêtres connaissaient bien le pays et facilitaient son administration. De nombreux rwandais (y compris l'élite tutsi) se sont convertis, car le catholicisme était une condition préalable croissante à une progression sociale. Le roi Musinga a refusé de se convertir et a été déposé en 1931 par l'administration belge; son fils aîné, Mutara III Rudahigwa, lui succéda et devint finalement le premier roi chrétien du Rwanda. Au cours des années 1930, les Belges ont lancé des projets à grande échelle dans les domaines de l'éducation, de la santé, des travaux publics et de la surveillance agricole, y compris de nouvelles cultures et des techniques agricoles pour améliorer l'approvisionnement alimentaire. Bien que le Rwanda ait été modernisé, les tutsis sont restés au pouvoir, laissant les hutus privés de leurs droits et soumis à des travaux forcés à grande échelle. En 1935, la Belgique a introduit des cartes d'identité, étiquetant un individu comme tutsi, hutu, twa ou naturalisé. Bien que les riches hutus aient pu auparavant devenir des tutsis honoraires, les cartes d'identité ont mis fin à la mobilité sociale.

## Prélude

### Contre-élite hutu
La Belgique a continué de diriger le Rwanda en tant que territoire sous tutelle des Nations Unies après la Seconde Guerre mondiale, avec pour mandat de superviser son éventuelle indépendance. Le paysage économique avait changé considérablement pendant la guerre; une économie monétaire s'est développée, et avec elle la demande d'ouvriers dans les mines congolaises du Katanga et les plantations de café et de sucre de l'Ouganda. Il y avait un changement simultané dans l'Église catholique; les personnalités de la première Église rwandaise, issues d'un milieu riche et conservateur (comme Léon-Paul Classe), ont été remplacées par un clergé plus jeune d'origine ouvrière. Parmi ceux-ci, une plus grande proportion étaient des Belges flamands plutôt que des Wallons et sympathisaient avec le sort des Hutus. Les conditions économiques et l'éducation au séminaire fournie par l'Église ont donné aux Hutus une mobilité sociale qui n'était pas possible auparavant, permettant le développement d'un groupe d'élite de dirigeants et d'intellectuels hutus. Ce groupe, composé de hutus du royaume précolonial du Rwanda, a été rejoint par des citoyens éminents des royaumes acquis pendant le colonialisme (y compris les Kigas).
La figure la plus connue du mouvement est Grégoire Kayibanda. Comme la plupart de la contre-élite hutue, Kayibanda s'était préparé initialement pour la prêtrise au séminaire de Nyakibanda (en), bien qu'il n'ait pas été ordonné. Après avoir terminé son éducation en 1948, il est devenu un enseignant d'école primaire. En 1952, Kayibanda succède à Alexis Kagame comme rédacteur en chef du magazine catholique L'Ami. À la fin des années 1950, il était membre du conseil de la coopérative alimentaire Travail, Fidélité, Progrès (TRAFIPRO), éditant le magazine catholique pro-hutu Kinyamateka, et fonda le Mouvement Social Muhutu (MSM).
La deuxième grande figure de l'élite hutue était Joseph Habyarimana Gitera, un autre ancien séminariste basé dans le sud du pays qui avait quitté le séminaire pour fonder une petite briqueterie. Gitera a fondé le parti de l'association pour la promotion sociale des masses (APROSOMA). Les historiens religieux Ian et Jane Linden l'ont décrit comme « plus passionné et peut-être compatissant » que Kayibanda et d'autres ex-séminaristes hutus, mais « souvent erratique et parfois fanatique ». Contrairement à Kayibanda, Gitera a appelé à une action énergique contre « l'oppression» de la monarchie » dès 1957; cependant, sa rhétorique était moins centrée sur le clivage hutu-tutsi que sur l'émancipation des pauvres.

### Détérioration des relations hutu-tutsi
La contre-élite hutu entretenait des relations raisonnables avec le roi et l'élite tutsi au début des années 50, la quête de la démocratie dominant la vie politique. Les jeunes tutsis et hutus qui avaient été éduqués dans des séminaires catholiques ou ont travaillé dans le commerce international, se sont réunis en tant qu'évolués, travaillant dans des rôles subalternes dans l'administration coloniale. Les relations hutu-tutsi se sont toutefois détériorées rapidement à partir de 1956. En juillet, le journal congolais La Presse Africaine a publié un article d'un prêtre rwandais anonyme détaillant les abus présumés commis par l'élite tutsie sur les Hutus pendant des siècles. Cet article a fait l'objet d'un suivi dans La Presse Africaine et d'autres journaux congolais et burundais avec une série d'autres articles détaillant l'histoire des relations entre les groupes et le statut du roi. Le roi Mutara et l'élite tutsie ont rejeté ces affirmations, rétorquant qu'aucun obstacle ethnique à la mobilité sociale n'existait et que les hutus et les tutsis étaient indiscernables. Le catalyseur suivant de la rupture des relations se produit lors des premières élections démocratiques (en) du pays au suffrage universel masculin en septembre 1956. La population fut autorisée à voter pour les sous-chefs et 66% des élus furent des hutus. Des postes plus élevés dans les hiérarchies traditionnelles et coloniales étaient encore nommés plutôt qu'élus, et ceux-ci restaient majoritairement tutsis. Ce déséquilibre  a mis en évidence l'iniquité perçue du système pour les hutus.
Avant 1956, la monarchie et des personnalités tutsis s'étaient entendues sur une chronologie des événements pour parvenir à l'indépendance, convaincues que le plein pouvoir leur serait transféré par les autorités belges en temps voulu. Alarmées par l'influence croissante des hutus et les tensions entre les groupes, ils ont commencé à faire campagne à la fin de 1956 pour une transition plus rapide vers cette indépendance. Le roi Rudahigwa et le Conseil supérieur dominé par les tutsis ont proposé de nouveaux ministères des finances, de l'éducation, des travaux publics et de l'intérieur dirigés par eux, indépendamment de la Belgique.La contre-élite hutu a réagi rapidement à cette évolution, la dénonçant comme un complot des tutsis visant à consolider la prééminence des tutsis dans le Rwanda post-indépendance. Kayibanda, avec huit autres chefs hutus, a commencé à travailler sur un document alternatif connu sous le nom de manifeste des Bahutu. Les auteurs ont été aidés dans la rédaction de ce document par de jeunes ecclésiastiques belges sympathisants de la cause hutu. Le manifeste des Bahutu a critiqué la domination belge indirecte, appelant à l'abolition de l'ubuhake et au développement d'une classe moyenne. C'était le premier document faisant référence aux tutsis et hutus comme des races séparées, étiquetant les tutsis comme Hamites et les accusant d'établir un « monopole raciste ». Le manifeste appelait à un transfert de pouvoir des tutsis aux hutus sur la base de la « loi statistique ». La publication de ces visions concurrentes pour l'avenir du pays a attiré l'attention des politiciens belges et du public sur les problèmes sociaux du Rwanda qui, jusque-là, n'avaient été la préoccupation que des sociologues et de l'administration coloniale locale.
En 1958, Gitera rendit visite au roi dans son palais de Nyanza. Bien que Gitera ait un respect considérable pour la monarchie, Rudahigwa le traita avec mépris; à un moment donné, il a saisi la gorge de Gitera, l'appelant lui et ses partisans inyangarwanda (les ennemis du Rwanda). Cette humiliation a incité le MSM, l'APROSOMA et les publications catholiques pro-hutu à prendre une position plus ferme contre la monarchie. Kinyamateka a publié un rapport détaillé du traitement, par Rudahigwa, de Gitera, réfutant son image semi-divine et l'accusant de racisme pro-tutsi. Le magazine a également publié des histoires citant les mythes d'origine des hutus, tutsis et twas, qualifiant la politique du roi d'incohérente avec eux. Les articles n'ont pas immédiatement contesté l'autorité du roi sur les paysans hutus, mais leur révélation de l'explosion de colère de Rudahigwa a conduit à un schisme permanent entre lui, la contre-élite hutue et les autorités belges. En 1958, le ministère colonial belge a essayé de dépouiller Rudahigwa de son pouvoir, le réduisant à une figure symbolique, mais sa popularité auprès des chefs régionaux et des tutsis (qui craignaient le mouvement hutu croissant) a déclenché une série de grèves et de protestations.

### Mort de Rudahigwa et formation de l'UNAR
Au début de 1959, la Belgique a convoqué une commission parlementaire pour examiner les options de démocratisation et une éventuelle indépendance, programmant des élections pour la fin de l'année. Avec les belges et la plupart du clergé de son côté, Gitera a commencé une campagne ciblant Kalinga : le tambour royal, l'un des symboles les plus puissants de la monarchie. Rudahigwa est devenu de plus en plus inquiet, faisant passer le tambour hors du pays et buvant beaucoup. Il est mort d'une hémorragie cérébrale en juillet 1959 alors qu'il suivait un traitement médical à Usumbura, au Burundi. De nombreux rwandais ont pensé que Rudahigwa avait été empoisonné mortellement par les Belges. Bien qu'une autopsie n'ait jamais été réalisée en raison des objections de la reine mère, une évaluation par des médecins indépendants a confirmé le diagnostic initial d'hémorragie. Il y avait aussi des hypothèses de suicide dans les sphères gouvernementales. L'élite tutsie croyant que Rudahigwa avait été assassiné par l'église avec l'aide des Belges, a immédiatement commencé une campagne contre les deux. Le frère de Rudahigwa, Kigeli V Ndahindurwa, a été installé, sans participation belge et contre leur volonté; les auteurs Ian Linden et Jane Linden ont décrit cette succession d'événements comme un « petit coup d'État tutsi ».
Après le couronnement de Kigeli V, plusieurs chefs tutsis et fonctionnaires du palais souhaitant une indépendance rapide ont formé le parti de l'Union nationale rwandaise (UNAR). Bien que l'UNAR était pro-monarchie, il n'était pas contrôlé par le roi. Ce parti était anti-belge, ce qui a attiré le soutien du bloc communiste. L'UNAR a immédiatement commencé une campagne de promotion du nationalisme rwandais, jurant de remplacer l'histoire européenne dans les écoles par l'étude des conquêtes de Rwabugiri et appelant à l'éviction des blancs et des missionnaires. Cette rhétorique a incité l'Église catholique (et beaucoup de ses étudiants rwandais, qui créditaient l'Église de les avoir sortis de la pauvreté) à qualifier l'UNAR d'anti-catholique. Gitera, à son tour, a utilisé la position anti-UNAR de l'église pour justifier son soutien à l'APROSOMA. Le gouvernement colonial a essayé d'agir pour limiter le pouvoir de l'UNAR, essayant de déposer trois chefs qui étaient des meneurs de cette formation et ouvrant le feu sur des manifestants lors d'un rassemblement. Kayibanda a enregistré le MSM comme parti officiel, le rebaptisant parti du mouvement de l'émancipation hutu (Parmehutu). Il a commencé à mobiliser des cellules de partisans à travers le pays, appelant à un État hutu indépendant sous une monarchie constitutionnelle. L'historienne Catharine Newbury a décrit la situation à la fin de 1959 comme un « chaudron frémissant »; à la fin d'octobre, après la publication du rapport parlementaire belge et les élections approchant, les tensions avaient atteint leur point de rupture,.

## Révolution

### Attaque sur Mbonyumutwa et soulèvement hutu

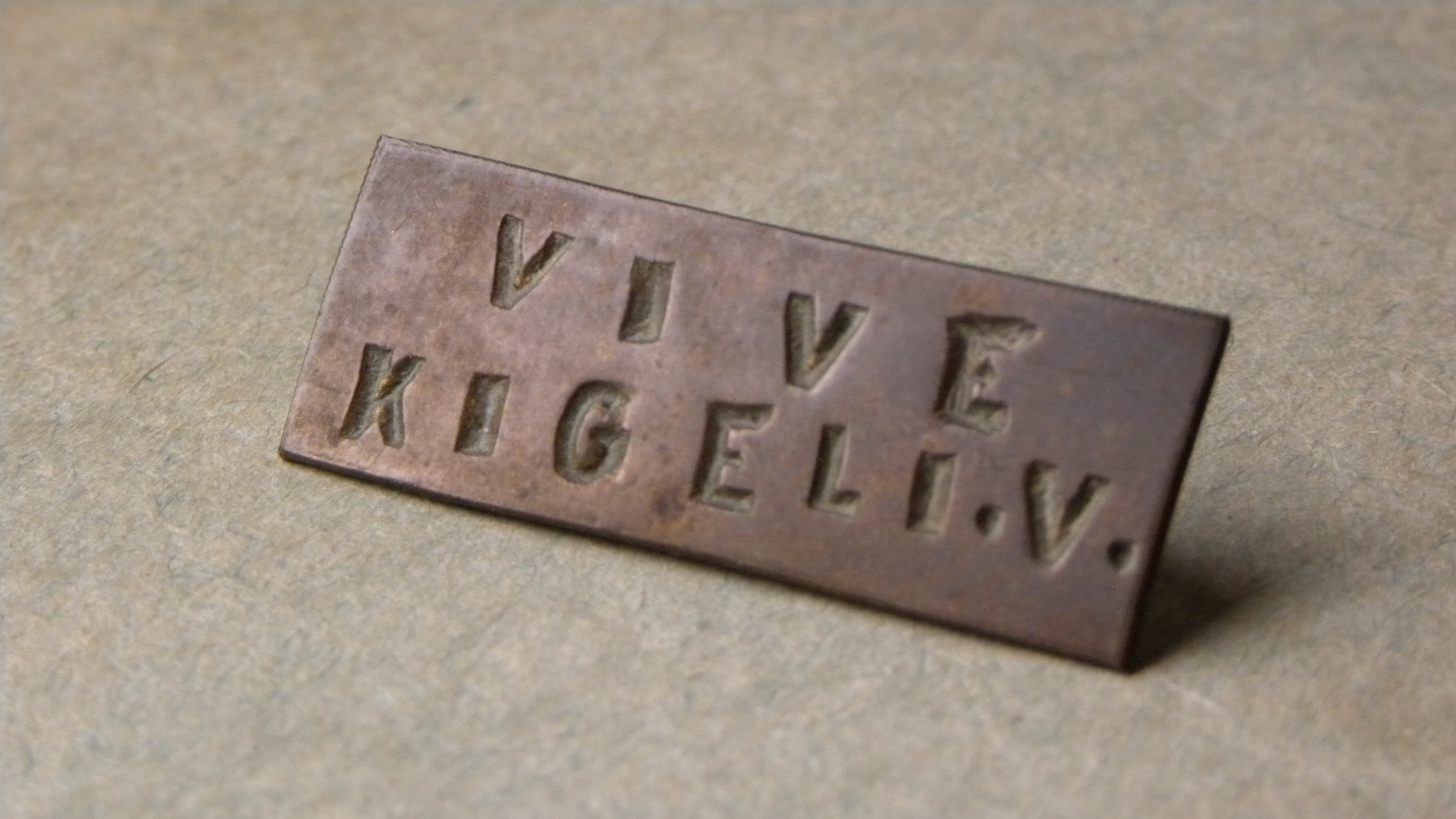
Un badge royaliste portant le slogan "Vive Kigeli V" datant de la période de la révolution rwandaise.

Le 1er novembre 1959, Dominique Mbonyumutwa, l'un des rares sous-chefs hutus et militant du Parmehutu, a été agressé après avoir assisté à la messe avec sa femme dans une église proche de son domicile à Byimana, dans la province de Gitarama. Les assaillants, neuf membres de l'aile jeunesse de l'UNAR, exigeaient des représailles pour le refus de Mbonyumutwa de signer une lettre de protestation de l'UNAR, condamnant le retrait belge des trois chefs tutsis. Les assaillants engagèrent initialement Mbonyumutwa dans une conversation concernant son influence croissante en tant que sous-chef, avant de le frapper. Mbonyumutwa riposta et il put rentrer chez lui, avec sa femme, en toute sécurité. Néanmoins, des rumeurs selon lesquelles il avait été tué ont commencé à se répandre. Selon le professeur de théologie américain James Jay Carney, Mbonyumutwa pourrait les avoir lancées lui-même.
L'attaque contre Mbonyumutwa s'est avérée être le catalyseur qui a déclenché le conflit violent anticipé entre hutus et tutsis, après les mois de tension précédents. Le 2 novembre, le lendemain de l'attaque, une manifestation hutu s'est produite à Ndiza, la maison d'Athanase Gashagaza, le chef tutsi qui était le supérieur direct de Mbonyumutwa. La manifestation s'est terminée paisiblement ce jour-là, mais le 3 novembre, une plus grande manifestation a eu lieu au même endroit, qui est devenue violente. Les justiciers hutus, se déclarant «pour Dieu, l'Église et le Rwanda», ont tué deux fonctionnaires tutsis et ont poussé Gashagaza à se cacher. Mbonyumutwa a été nommé comme son remplaçant.
Les manifestations se sont rapidement transformées en émeutes, des gangs hutus se déplaçant à travers le quartier attaquant les maisons tutsis au fur et à mesure. La violence à ce stade consiste principalement en des incendies criminels plutôt qu'en des meurtres, sauf dans les cas où les tutsis ont tenté de protéger leurs biens. D'abord à Ndiza, puis à travers le pays, les hutus ont incendié les maisons des tutsis principalement en allumant de la paraffine, un produit largement disponible au Rwanda pour être utilisé dans les lampes. Devenus sans abri, de nombreux tutsis ont cherché refuge dans les missions de l'Église catholique et auprès des autorités belges, tandis que d'autres sont passés en Ouganda et au Congo, début de ce qui allait devenir un exode massif à la fin de la révolution. Les incendiaires ont recruté des paysans locaux dans leurs rangs, assurant la propagation rapide de la révolte. Beaucoup de hutus croyaient encore que le roi était surhumain et prétendaient avoir mené les attaques en son nom. Le 9 novembre, la violence s'était répandue à travers le pays, à l'exception de la province d'origine de Gitera, Astrida (Butare) et l'extrême sud-ouest et l'est. Les émeutes étaient les plus violentes dans le nord-ouest; à Ruhengeri, chaque maison tutsi a été détruite par le feu.
La réponse belge initiale à la violence a été faible, le gouvernement colonial ne disposant que de 300 soldats au Rwanda début novembre, malgré la menace de guerre civile qui s'était intensifiée au cours des mois précédents. Alphonse van Hoof, un père blanc catholique travaillant dans le pays, a décrit les forces belges comme constituées de « quelques jeeps accélérant le long de la route ». Certains incendiaires ont été arrêtés, mais les belges n'ont pas pu contenir la propagation du soulèvement et ont été forcés d'appeler des renforts du Congo voisin. Le roi Kigeli a demandé la permission de former sa propre armée pour combattre la violence, mais le résident colonial, André Preud'homme a refusé cette demande. Preud'homme craignait que le fait de permettre aux tutsis de s'armer ne dégénère en une guerre civile à grande échelle.
Malgré ce refus, Kigeli a lancé une contre-attaque contre les émeutiers le 7 novembre. Mobilisant des milliers de milices loyales,, il a ordonné l'arrestation ou le meurtre d'un certain nombre de dirigeants hutus de premier plan dans l'espoir d'écraser la révolte paysanne. Le frère de Joseph Habyarimana Gitera, un membre éminent de l'APROSOMA, figurait parmi les morts. Beaucoup de ceux arrêtés ont été amenés au palais du roi à Nyanza, où ils ont été torturés par les fonctionnaires de l'UNAR. Grégoire Kayibanda se cachait à l'époque, il n'a donc pas été capturé. Les 9 et 10 novembre, les troupes de Kigeli ont attaqué la colline à Save, près d'Astrida, visant à atteindre la maison de Gitera et capturer le chef de l'APROSOMA. Gitera a répondu en rassemblant ses propres forces pour défendre la colline. Les forces du roi n'avaient pas l'expertise militaire pour gagner cette bataille, et finalement les autorités belges sont intervenues à Save pour empêcher l'effusion de sang, conduisant à l'évasion de Gitera. Bien que Kigeli et l'UNAR soient restés plus puissants et mieux équipés que les partis hutus, ils savaient que les Belges soutenaient maintenant fortement ces derniers et que progressivement les hutus prendraient le dessus. Par conséquent, l'UNAR a cherché à exclure la Belgique du pouvoir et à obtenir son indépendance dès que possible.

### Arrivée de Guy Logiest
Le soulèvement de novembre 1959 et les combats qui ont suivi entre hutus et tutsis ont déclenché la révolution, mais selon Carney, c'est la réponse belge qui a provoqué un renversement du rôle des deux groupes, favorisant l'accession des hutus  au pouvoir. Le plus grand décideur dans cette réponse était le colonel Guy Logiest, un colonel de l'armée belge travaillant au Congo avec la Force publique. Logiest était un ami personnel du gouverneur du Ruanda-Urundi, Jean-Paul Harroy, et avait déjà été invité, avant le début de la révolution, à venir au Rwanda pour évaluer les options militaires de la Belgique dans la colonie. À la suite de la flambée de violence, Logiest a accéléré son départ du Congo pour arriver au Rwanda le 4 novembre. Logiest est arrivé avec un certain nombre de soldats et de parachutistes et a été chargé de rétablir l'ordre.
Catholique pieux et politiquement social-démocrate, Logiest décida très tôt de favoriser les hutus dans sa prise de décision dans le pays. C'était en partie pour des raisons de sécurité, car Logiest affirmait que les hutus continueraient la violence tant que les tutsis resteraient au pouvoir, mais il était aussi fortement en faveur de la révolution pour des raisons démocratiques ; il y voyait l'opportunité pour les paysans hutus «opprimés» de se soulever contre la classe dirigeante tutsi. Il a écrit plus tard dans ses mémoires: « Certains parmi mes assistants pensaient que j'avais tort d'être si partial contre les tutsis et que je conduisais le Rwanda sur une voie de démocratisation dont la fin était lointaine et incertaine » ; mais il a défendu ses actions, disant « c'était probablement le désir de renverser la morgue et d'exposer la duplicité d'une aristocratie fondamentalement oppressive et injuste ». Après les représailles de Kigeli et de l'UNAR contre les hutus, Logiest et ses troupes ont donné la priorité à la protection des chefs hutus (y compris Gitera).
Le 12 novembre, après la déclaration d'état d'urgence par le gouverneur Harroy, Logiest a été nommé résident militaire spécial chargé de rétablir l'ordre au Rwanda. Sentant que l'indépendance était imminente et que l'UNAR et la direction tutsie avaient la capacité de forcer rapidement un royaume indépendant dominé par les tutsis, Logiest poussa fermement le pays vers une république hutu. Il l'a fait avec le soutien de Harroy, en installant des hutus dans des postes administratifs supérieurs; plus de la moitié des chefs tutsis du pays (et de nombreux sous-chefs) ont été remplacés par des hutus, la plupart du parti Parmehutu. Logiest a qualifié ces nominations de « temporaires » en promettant que les élections suivraient. Bien que de nombreux membres de l'UNAR aient été jugés et condamnés pour des crimes commis pendant la contre-révolution tutsi, leurs compatriotes du Parmehutu et de l'APROSOMA, coupables d'avoir incité la population hutue à commettre des incendies, n'ont pas été inculpés. En décembre 1959, Logiest a été nommé au nouveau poste de résident civil spécial, remplaçant le résident colonial plus conservateur André Preud'homme. Le gouvernement belge lui a donné le pouvoir de déposer le roi et de mettre son veto à ses décisions : Kigeli est devenu un monarque constitutionnel, Logiest le remplaçant en tant que chef de facto du pays.

### Montée en puissance du Parmehutu au pouvoir
La période qui suivit la mort de Rudahigwa en juillet 1959, et le «coup» tutsi ultérieur contre les Belges, virent le Parmehutu prendre une avance décisive en popularité sur l'APROSOMA de Joseph Habyarimana Gitera, ainsi que sur l'UNAR tutsi. L'APROSOMA a favorisé une approche inclusive du nationalisme rwandais, à une époque où le régime autoritaire des tutsis alimentait le sentiment anti-tutsi parmi les hutus. L'ascendant du Parmehutu a été encore amélioré après la violence de novembre, quand Guy Logiest a nommé des chefs intérimaires principalement de ce parti, leur permettant d'établir l'ordre du jour et de contrôler l'organisation des prochaines élections. Malgré cela, le Parmehutu a affirmé qu'il lui fallait encore plus de temps pour que le peuple hutu devienne «suffisamment émancipé pour défendre efficacement ses droits», et a réussi à faire pression sur les Belges pour qu'ils reportent les élections communales prévues pour janvier 1960. Les élections furent reportées en juin de cette année. En mars 1960, une délégation des Nations unies s'est rendue au Rwanda pour évaluer les progrès du pays vers l'indépendance. Les principaux partis politiques ont encouragé les manifestations de rue, qui se sont transformées en de nouvelles flambées de violence, pendant la visite de l'ONU. Des maisons tutsies ont été incendiées à la vue de cette délégation, l'amenant à déclarer en avril que les plans belges pour les élections de juin étaient irréalisables.
Malgré la suggestion de l'ONU de reporter les élections, les autorités belges ont maintenu les dates prévues et elles ont eu lieu en juin et juillet. Le résultat était une victoire écrasante pour le Parmehutu, qui remporta 160 des 229 sièges. Les partis tutsis contrôlaient seulement 19 sièges. Les autorités communales ont immédiatement pris le pouvoir local des chefs traditionnels; beaucoup ont mis en œuvre une politique féodale similaire à celle de l'élite tutsi, mais en favorisant les hutus plutôt que les tutsis. Bien qu'après les élections, Guy Logiest ait annoncé que « la révolution est finie », les tensions sont restées fortes et les massacres locaux de tutsis ont continué tout au long des années 1960 et 1961. Le roi Kigeli, assigné à résidence dans le sud du Rwanda, a fui le pays en juillet 1960,.

### Indépendance

Le drapeau du Rwanda qui a obtenu son indépendance en 1962.

Le Rwanda s'est installé dans la nouvelle réalité de la domination hutu après les élections de 1960. La Belgique représentée par le colonel Logiest ont soutenu le Parmehutu, et l'influence des tutsis a diminué. La Commission de tutelle des Nations unies, dominée par des pays alliés aux communistes et favorisant le parti anti-belge tutsi UNAR, a fait pression pour des élections contrôlées de manière indépendante. La commission a parrainé les résolutions 1579 et 1580 de l'Assemblée générale, appelant à des élections et à un référendum sur la monarchie. Logiest a rejeté ces propositions comme étant «parfaitement inutiles» et a fait peu d'efforts pour les mettre en œuvre. Une conférence de réconciliation nationale a eu lieu en Belgique en janvier 1961, qui s'est terminée par un échec. Logiest et Kayibanda ont alors convoqué une réunion des dirigeants locaux du pays, au cours de laquelle une «République démocratique souveraine du Rwanda» a été proclamée avec Dominique Mbonyumutwa comme président par intérim. L'ONU a publié un rapport selon lequel « un système oppressif a été remplacé par un autre », mais sa capacité à influencer les événements avait pris fin. Le Parmehutu a obtenu le contrôle de la législature en septembre 1961. Kayibanda a assumé la présidence et le Rwanda est devenu totalement indépendant en juillet 1962.

## Conséquences

### Réfugiés tutsis et attaques rebelles
Au fur et à mesure que la révolution progressait, de nombreux tutsis ont quitté le Rwanda pour échapper aux purges violentes des hutus. L'exode, qui a commencé lors des incendies criminels de novembre 1959, s'est poursuivi régulièrement tout au long de la révolution. Un total officiel, fin 1964, de 336 000 tutsis se sont installés principalement dans les quatre pays voisins que sont le Burundi, l'Ouganda, le Tanganyika (actuelle Tanzanie) et le Congo-Léopoldville. Les exilés, contrairement aux rwandais de souche qui ont émigré pendant les époques précoloniale et coloniale, ont été considérés comme des réfugiés par leurs pays d'accueil et ont commencé presque immédiatement à faire campagne pour un retour au Rwanda. Leurs buts différaient; certains ont cherché à se réconcilier avec Kayibanda et le nouveau régime, certains affiliés au roi exilé Kigeli et d'autres ont souhaité chasser le nouveau régime Parmehutu du pouvoir et établir une république socialiste.
À partir de la fin des années 1960, des groupes armés d'exilés tutsis (appelés inyenzi ou « cafards » par le gouvernement hutu) ont lancé des attaques contre le Rwanda à partir des pays voisins, avec un succès mitigé. Les tutsis du Burundi, soutenus par la république tutsi indépendante nouvellement installée de ce pays, ont causé des perturbations dans le sud du Rwanda. Les événements au Rwanda ont considérablement aggravé les relations tutsi-hutu au Burundi et à partir de ce moment, les régimes dirigés par les tutsis du pays ont cherché à éviter une révolution similaire sur leur propre territoire. La peur d'une telle évolution a fortement motivé le gouvernement burundais à  massacrer des milliers de hutus en 1972 en réponse à un soulèvement hutu, avec la participation de quelques réfugiés tutsis rwandais. Les réfugiés au Congo, en Ouganda et en Tanzanie étaient moins en mesure d'organiser des opérations militaires en raison des conditions locales. Les exilés en Tanzanie ont été bien traités par les autorités locales et beaucoup se sont installés de façon permanente, abandonnant leurs aspirations à retourner au Rwanda. Les attaques des rebelles elles-mêmes ont propulsé davantage de réfugiés à travers les frontières, puisque le gouvernement a souvent répondu par de nouvelles attaques contre les tutsis vivant toujours au Rwanda.
En décembre 1963, les rebelles tutsis basés au Burundi ont lancé une attaque surprise de grande envergure, s'emparant du Bugesera et se dirigeant vers des positions à proximité de Kigali. Les attaquants mal équipés et mal organisés ont été facilement vaincus par le gouvernement rwandais, dont la réponse à l'attaque a été le plus grand massacre de tutsis jusqu'au génocide de 1994: environ 10 000 tués en décembre 1963 et janvier 1964, y compris tous les hommes politiques tutsis toujours dans le pays. La communauté internationale n'a guère réagi et le pouvoir intérieur du président Kayibanda a été renforcé. Les luttes intestines et la défaite ont mis un terme aux ambitions des exilés tutsis qui ne représentaient plus aucune menace pour le gouvernement hutu du Rwanda après 1964.

### Rwanda post-révolution
Après le massacre des tutsis restés au Rwanda de 1963–64 et la défaite des tutsis exilés, Kayibanda et le Parmehutu ont dirigé le Rwanda pendant la décennie suivante, supervisant une hégémonie hutu justifiée par le mantra de «majorité démographique et démocratie». Le régime n'a pas toléré la dissidence, statuant d'une manière semblable à la monarchie féodale d'avant la révolution et promouvant un ethos profondément catholique et vertueux. Au début des années 1970, cette politique avait isolé le Rwanda du reste du monde et une rébellion a commencé au sein de l'élite hutu. En 1973, le commandant supérieur de l'armée Juvénal Habyarimana a organisé un coup d'État, tuant Kayibanda et assumant la présidence.
En 1990, le Front patriotique rwandais (FPR), un groupe rebelle composé principalement de réfugiés tutsis, a envahi le nord du Rwanda, marquant le début de la guerre civile rwandaise. Bien qu'aucune des deux parties n'ait obtenu un avantage décisif dans la guerre, en 1992, l'autorité de Habyarimana s'était affaiblie; des manifestations de masse l'ont contraint à former une coalition avec l'opposition intérieure et à signer les accords d'Arusha de 1993 avec le FPR. Le cessez-le-feu a pris fin le 6 avril 1994, lorsque l'avion de Habyarimana a été abattu près de l'aéroport de Kigali et qu'il a été tué. La mort de Habyarimana a été le catalyseur du génocide rwandais, qui a commencé quelques heures plus tard. En 100 jours environ, entre 500 000 et 1 000 000 de tutsis et de hutus politiquement modérés ont été tués lors d'attaques bien planifiées ordonnées par le gouvernement intérimaire. Le FPR tutsi sous Paul Kagame a relancé son offensive et a regagné méthodiquement le Rwanda, contrôlant tout le pays à la mi-juillet. À partir de 2020, Kagame et le FPR restent aux commandes, rétablissant la croissance de l'économie rwandaise, son nombre de touristes et l'indice de développement humain du pays.